# St. Martin, Ohio
St. Martin là một làng thuộc quận Brown, tiểu bang Ohio, Hoa Kỳ. Năm 2010, dân số của làng này là 129 người.

## Dân số
- Dân số năm 2000: 91 người.
- Dân số năm 2010: 129 người.